# Ali ibn Husajn
Ali ibn Husajn (arab.  علي بن الحسين, ur. 659, zm. 713) – czwarty imam imamitów i trzeci imam ismailitów.
Prawnuk Mahometa, wnuk Alego, syn Husajna i Szahrbanu, niewolnicy, która według późniejszej szyickiej tradycji miała być córką ostatniego szachinszacha z dynastii Sasanidów, Jezdegerda III. Jako jeden z nielicznych przeżył masakrę pod Karbalą, gdzie następnie wojska Jazida wzięły go do niewoli przed obliczę umajjadzkiego kalifa w Damaszku. Ostatecznie wypuszczony na wolność, w drodze powrotnej do Medyny, wygłosił przemowy w Damaszku i Kufie w obronie własnego ojca i jego misji (oporu wobec Umajjadów i próby ustanowienia kalifatu rządzonego przez potomków Mahometa). Najczęściej podawana data jego śmierci to rok 713/714, ale w źródłach występują także daty 710/711, 711/712 oraz 717/718 i 718/719. Niektóre źródła szyickie twierdzą, że zmarł w wyniku otrucia przez kalifa Al-Walida albo Hiszama.